# WTA Tour Championships 2007 - Doppio
Il doppio del WTA Tour Championships 2007 è stato un torneo di tennis facente parte del WTA Tour 2007.
Lisa Raymond e Samantha Stosur erano le detentrici del titolo, ma quest'anno non hanno partecipato.
Cara Black e Liezel Huber hanno battuto in finale Katarina Srebotnik e Ai Sugiyama con il punteggio di 5–7, 6–3, [10–8]

## Tabellone

### Legenda
| - Q = Qualificato - WC = Wild card - LL = Lucky loser | - ALT = Alternate - SE = Special Exempt - PR = Protected Ranking | - w/o = Walkover - r = Ritirato - d = Squalificato |